# 1776
1776. је била проста година.

## Догађаји

### Јануар
- 10. јануар — Објављен је памфлет Здрав разум Томаса Пејна у којем је осуђена британска управа над Тринаест колонија.

### Март
- 9. март — Шкотски економиста Адам Смит у Лондону објавио дело Богатство народа.

### Мај
- 4. мај — Род Ајленд постао прва америчка колонија која је отказала лојалност британском краљу Џорџу III.

### Јун
- 15. јун — Делавер је гласао да суспендује власт британске круне и да се званично одвоји од Пенсилваније.

### Јул
- 2. јул — Континентални конгрес је усвојио резолуцију којом је прекинуо везе са Великом Британијом, али текст званичне Декларације о независности није одобрен до 4. јула.
- 4. јул — Континентални конгрес у Филаделфији усвојио Декларацију о независности од Велике Британије.

### Август
- 27. август — Британске снаге предвођене генералом Вилијамом Хауом су поразили америчку Континенталну војску под командом Џорџа Вашингтона у бици за Лонг Ајленд, највећој бици Америчког рата за независност.

### Септембар
- 9. септембар — Амерички Континентални конгрес увео званичан назив државе Сједињене Америчке Државе, уместо Уједињене колоније.

### Октобар
- 11. октобар – Битка код Валкура

### Децембар
- 26. децембар – Битка код Трентона

## Рођења

### Јануар
- Википедија:Непознат датум — ?? - Евстахија Арсић, српска књижевница. (†1843)

## Смрти

### Фебруар
- 7. август — Дејвид Хјум, шкотски филозоф

### Непознат датум
- Википедија:Непознат датум — Свети новомученик Никола - хришћански светитељ
- Википедија:Непознат датум — Свети Петар Пелопонески - хришћански светитељ